# Přestavlky (ort i Tjeckien, Ústí nad Labem)
Přestavlky är en ort i Tjeckien.   Den ligger i regionen Ústí nad Labem, i den centrala delen av landet, 40 km norr om huvudstaden Prag. Přestavlky ligger 188 meter över havet och antalet invånare är 217.
Terrängen runt Přestavlky är platt. Runt Přestavlky är det ganska tätbefolkat, med 60 invånare per kvadratkilometer. Närmaste större samhälle är Litoměřice, 15,1 km norr om Přestavlky. Trakten runt Přestavlky består till största delen av jordbruksmark.